# Volucella flavogaster
Volucella flavogaster är en tvåvingeart som beskrevs av Hull 1943. Volucella flavogaster ingår i släktet humleblomflugor, och familjen blomflugor. Inga underarter finns listade i Catalogue of Life.